# Georg Gustav Fülleborn

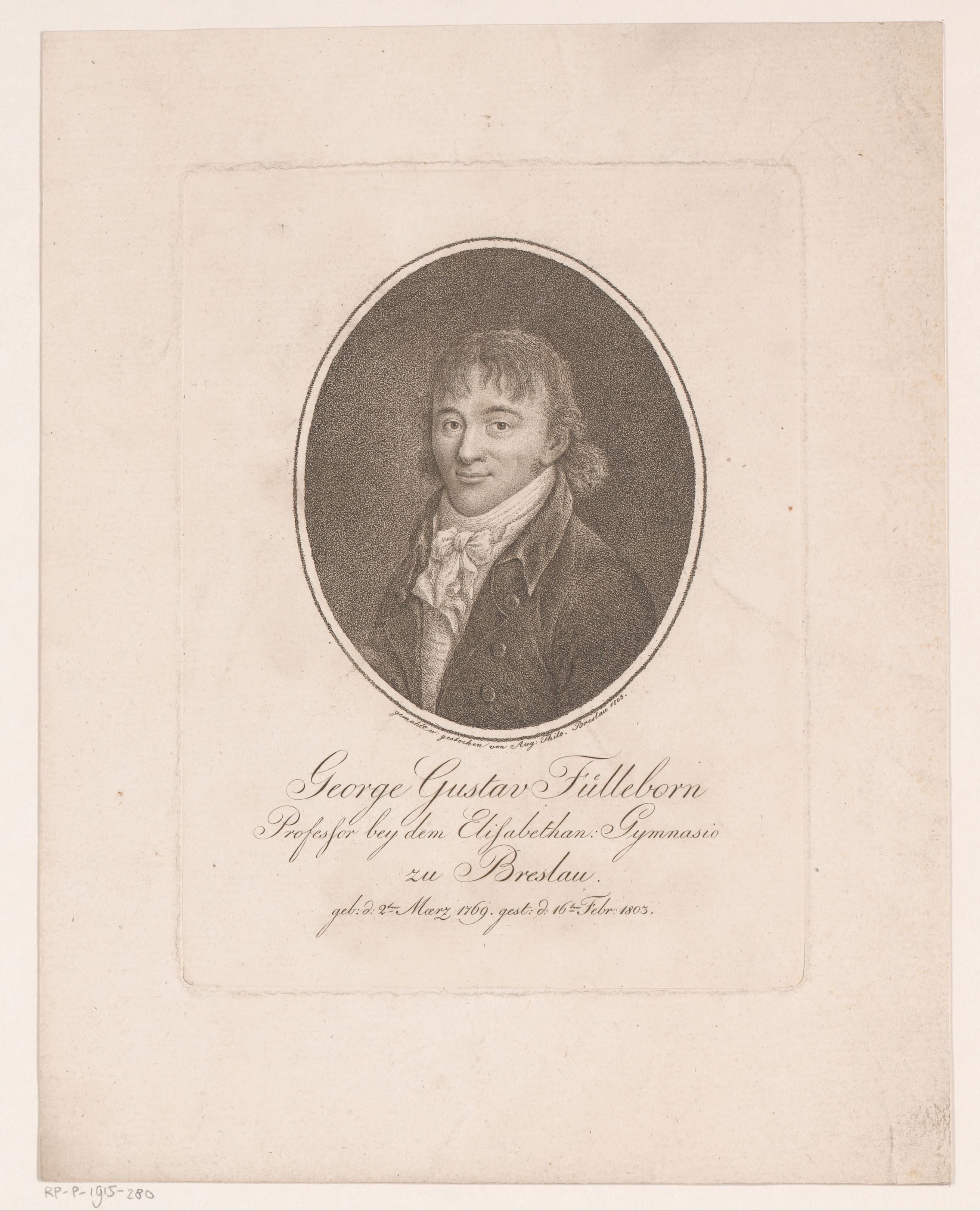
Georg Gustav Fülleborn

Georg Gustav Fülleborn (* 2. März 1769 in Groß-Glogau; † 6. Februar 1803 in Breslau) war ein deutscher Schriftsteller, Philologe und Philosoph der deutschen Spätaufklärung, der als Popularphilosoph vor allem Beiträge zur Theorie der Philosophiegeschichte leistete.

## Leben
Fülleborn, der Sohn eines Hof- und Criminalraths, besuchte das evangelische Gymnasium in Groß-Glogau und studierte anschließend in Halle bei Friedrich August Wolf Klassische Philologie, weiterhin Theologie sowie angezogen durch Immanuel Kants Kritik der reinen Vernunft Philosophie. 1789 wurde er mit der Arbeit De Xenophane, Zenone et Gorgia promoviert und setzte danach seine Studien in seiner Heimatstadt fort, wo er 1791 zum Diakon an der lutherischen Kirche ernannt wurde. Im gleichen Jahr erhielt er eine Stelle als Professor der klassischen Sprachen am Elisabeth-Gymnasium zu Breslau. Er war Mitglied der Breslauer Freimaurerloge Friedrich zum goldenen Zepter. Fülleborn erlag bereits im Alter von dreiunddreißig Jahren einem Herzversagen. Der preußische Jurist und naturphilosophische Schriftsteller Friedrich Ludwig Fülleborn war sein Neffe.

## Werk
Besonders bekannt wurde Fülleborn durch die von ihm herausgegebene Zeitschrift Beyträge zur Geschichte der Philosophie, die von 1791 bis 1799 in zwölf Bänden erschien und für die er die Mehrheit der Beiträge verfasste. Weitere Autoren waren: Carl Leonhard Reinhold, Friedrich Immanuel Niethammer, Friedrich Karl Forberg, Friedrich August Carus und Christian Garve. Zu Garves Übersetzung der Politik von Aristoteles fügte Fülleborn einen Kommentar hinzu.
Zu philologischen Themen veröffentlichte er eine Kurze Theorie des lateinischen Stils (1793), die Encyclopaedia philologica sive primae lineae Isagoges in antiquorum studia (1798, Neuausgabe 1805) sowie einen Leitfaden der Rhetorik (1802), des Weiteren gab er mit Anmerkungen die Satiren des Persius heraus.
Erfolgreich war Fülleborn auch als Autor unterhaltsamer Schriften wie Bunte Blätter (1795),
Kleine Schriften zur Unterhaltung (1798) oder Nebenstunden (1799). Postum erschienen das Taschenbuch für Brunnengäste (1806) und die Kanzelreden (1807).